# Cheick Sallah Cissé
Cheick Sallah Cissé (ur. 19 września 1993 w Bouaké) – iworyjski zawodnik taekwondo, mistrz olimpijski z Rio de Janeiro (2016).
W 2016 roku wystąpił na igrzyskach olimpijskich w Rio de Janeiro i został mistrzem olimpijskim w kategorii do 80 kg. Był to pierwszy w historii złoty medal olimpijski zdobyty dla Wybrzeża Kości Słoniowej. 
W latach 2014–2018 zdobył trzy medale mistrzostw Afryki (złoty, srebrny, brązowy), w latach 2015 i 2019 dwa złote medale igrzysk afrykańskich, a w 2015 roku srebrny medal uniwersjady.